# Na Ah-reum
Na Ah-reum (Koreaans: 나아름; Jeonbuk, 24 maart 1990) is een Zuid-Koreaans weg- en baanwielrenster.
Na kwam uit voor Zuid-Korea bij de wegwedstrijd tijdens de Olympische Zomerspelen 2012 in Londen. Hier finishte ze als dertiende. Tijdens de Olympische Zomerspelen 2016 in Rio de Janeiro behaalde ze een dertigste plaats in de wegwedstrijd.

## Palmares

### Baanwielrennen
| Jaar | ZK                                 | AK | WK                           | Overig                                                     |
| ---- | ---------------------------------- | --- | ---------------------------- | ---------------------------------------------------------- |
| 2010 |                                    | Omnium · Ploegenachtervolging · Achtervolging                                                             | 7e scratch 12e achtervolging | Aziatische Spelen: 4e achtervolging                        |
| 2011 |                                    | Puntenkoers · Ploegenachtervolging                                                                        |                              | WB Astana: · Puntenkoers · WB Cali: · Scratch              |
| 2012 |                                    | |                              |                                                            |
| 2013 |                                    | |                              |                                                            |
| 2014 |                                    | Ploegenachtervolging · Achtervolging                                                                      |                              | Aziatische Spelen: · Achtervolging · Omnium                |
| 2015 |                                    | 4e omnium                                                                                                 |                              |                                                            |
| 2016 |                                    | |                              |                                                            |
| 2017 |                                    | |                              |                                                            |
| 2018 |                                    | |                              | Aziatische Spelen: · Achtervolging                         |
| 2019 | Koppelkoers · Ploegenachtervolging | Januari · Ploegenachtervolging · Koppelkoers · Oktober · Ploegenachtervolging · Puntenkoers · Koppelkoers | 14e ploegenachtervolging     | WB Hongkong: · Ploegenachtervolging                        |
| 2020 |                                    | |                              |                                                            |
| 2021 |                                    | |                              |                                                            |
| 2022 |                                    | ploegenachtervolging · koppelkoers                                                                        |                              |                                                            |
| 2023 |                                    | koppelkoers · ploegenachtervolging · 5e afvalkoers                                                        |                              | Aziatische Spelen: · koppelkoers · 4e ploegenachtervolging |

### Wegwielrennen
2008
 Aziatisch kampioene tijdrijden, Junioren
 Aziatisch kampioene op de weg, Junioren
2011
Zuid-Koreaans kampioene op de weg, Elite
2012
 Aziatisch kampioene tijdrijden, Elite
2013
Zuid-Koreaans kampioene op de weg, Elite
2014
 Aziatisch kampioene tijdrijden, Elite
Zuid-Koreaans kampioene op de weg, Elite
 Aziatische Spelen, tijdrit
2015
 Aziatisch kampioene tijdrijden, Elite
2016
 Aziatisch kampioene op de weg, Elite
2017
Zuid-Koreaans kampioene op de weg, Elite
2018
Zuid-Koreaans kampioene op de weg, Elite
Zuid-Koreaans kampioene tijdrijden, Elite
 Aziatische Spelen, tijdrit
 Aziatische Spelen, wegwedstrijd
2019
 Aziatisch kampioene ploegentijdrit, Elite
2023
 Aziatisch kampioenschap tijdrijden, elite